# 買掛金
買掛金（かいかけきん）とは、掛け取引によって商品を購入した場合に将来代金を支払う義務（債務）をいう。本来、このような債務を総称して仕入債務というが、当該債務について手形が存在する場合には支払手形、そうでない場合には買掛金として区別される。対義語は売掛金。
会計上、仕入債務は未払金の一種であるが、仕入先との通常の取引に基づいて発生した営業上の未払金を仕入債務という。

## 概要
掛け取引とは、まず納品（商品の引渡し）が行われ、後日代金の決済が行われる取引である。売買契約成立後、納品されると仕入債務（支払手形または買掛金）が発生し、その後に請求行為が行われ、代金を支払ったときに仕入債務は消滅する。

## 実務における買掛金の処理

### 負債の計上
商品の納品/入庫後に担当部署などで検収/検査が完了する。また仕入先より仕切書などの伝票で単価、数量、金額が明示され、注文内容と一致していることを確認する。この時点で、負債の発生と仕入計上が生じる。紙の伝票で処理をしている会社では、発注伝票と納品書を比較確認し、納品された商品の数量を確認して、発注元責任者が検収印を押すと、この時点で負債は認識されたことになる。ERPシステムを使用している場合は、この検収行為を承認すると、買掛金と仕入の仕訳を生成する。月次でまとめてシステムに仕入れを入力している場合は、仕入先から毎月送付されてくる請求書の受領を待って、処理をしている場合もある。担当部署が、仕入先からの請求書を支払伝票に添付しシステムに入力することで、買掛金が仕入先ごとに計上される。その後、経理部門で、送付されてきた請求書とシステムの買掛金情報と仕入検収情報を確認して、納品の事実確認と支払金額の妥当性を確認し、負債/債務に対する支払を承認して、支払を行う。

### 買掛金の支払い
仕入先の銀行口座への振込みは、外部に委託している場合が多く、仕入先の銀行口座、名義、金額、支払日などの情報を含んだデータファイルが作成され、そのデータファイルにしたがって仕入先の口座に入金される。これによって、買掛金が消滅する。

### 残高確認
定期的に、主要な仕入先と残高確認（照合）をすることが望ましい。原料の仕入れなどの場合、キロ当たりの単価が変化した時などに、仕入先の売掛金との差異が生じやすい。